# Grand Prix Formule 1 van Saoedi-Arabië 2024
De Grand Prix Formule 1 van Saoedi-Arabië 2024 werd verreden op 9 maart op het Jeddah Corniche Circuit in Jeddah. Het was de tweede race van het seizoen. De race werd op een zaterdag in plaats van op een zondag gereden vanwege de ramadan, die op zondag 10 maart begon.

## Vrije trainingen

### Uitslagen
- Enkel de top vijf wordt weergegeven.

| Vrije training 1 | Pos. | Nr. | Coureur         | Constructeur               | Tijd     |
| ---------------- | ---- | --- | --------------- | -------------------------- | -------- |
| Vrije training 1 | 1    | 1   | Max Verstappen  | Red Bull Racing-Honda RBPT | 1:29.659 |
| Vrije training 1 | 2    | 14  | Fernando Alonso | Aston Martin-Mercedes      | 1:29.845 |
| Vrije training 1 | 3    | 11  | Sergio Pérez    | Red Bull Racing-Honda RBPT | 1:29.868 |
| Vrije training 1 | 4    | 63  | George Russell  | Mercedes                   | 1:29.939 |
| Vrije training 1 | 5    | 16  | Charles Leclerc | Ferrari                    | 1:30.030 |
| Vrije training 2 | Pos. | Nr. | Coureur         | Constructeur               | Tijd     |
| Vrije training 2 | 1    | 14  | Fernando Alonso | Aston Martin-Mercedes      | 1:28.827 |
| Vrije training 2 | 2    | 63  | George Russell  | Mercedes                   | 1:29.057 |
| Vrije training 2 | 3    | 1   | Max Verstappen  | Red Bull Racing-Honda RBPT | 1:29.158 |
| Vrije training 2 | 4    | 16  | Charles Leclerc | Ferrari                    | 1:29.180 |
| Vrije training 2 | 5    | 11  | Sergio Pérez    | Red Bull Racing-Honda RBPT | 1:29.300 |
| Vrije training 3 | Pos. | Nr. | Coureur         | Constructeur               | Tijd     |
| Vrije training 3 | 1    | 1   | Max Verstappen  | Red Bull Racing-Honda RBPT | 1:28.412 |
| Vrije training 3 | 2    | 16  | Charles Leclerc | Ferrari                    | 1:28.608 |
| Vrije training 3 | 3    | 11  | Sergio Pérez    | Red Bull Racing-Honda RBPT | 1:28.906 |
| Vrije training 3 | 4    | 63  | George Russell  | Mercedes                   | 1:28.964 |
| Vrije training 3 | 5    | 4   | Lando Norris    | McLaren-Mercedes           | 1:28.971 |

- Oliver Bearman  (reservecoureur van Ferrari) verving Carlos Sainz jr. tijdens de derde vrije training, de kwalificatie en de race. Sainz had een blindedarmontsteking opgelopen en moest geopereerd worden.[1]

## Kwalificatie
Max Verstappen behaalde de vierendertigste pole position in zijn carrière.
| Pos.                               | Nr. | Coureur          | Constructeur               | Kwalificatietijden | Kwalificatietijden | Kwalificatietijden | Grid |
| Pos.                               | Nr. | Coureur          | Constructeur               | Q1                 | Q2                 | Q3                 | Grid |
| ---------------------------------- | --- | ---------------- | -------------------------- | ------------------ | ------------------ | ------------------ | ---- |
| 1                                  | 1   | Max Verstappen   | Red Bull Racing-Honda RBPT | 1:28.171           | 1:28.033           | 1:27.472           | 1    |
| 2                                  | 16  | Charles Leclerc  | Ferrari                    | 1:28.318           | 1:28.112           | 1:27.791           | 2    |
| 3                                  | 11  | Sergio Pérez     | Red Bull Racing-Honda RBPT | 1:28.638           | 1:28.467           | 1:27.807           | 3    |
| 4                                  | 14  | Fernando Alonso  | Aston Martin-Mercedes      | 1:28.706           | 1:28.122           | 1:27.846           | 4    |
| 5                                  | 81  | Oscar Piastri    | McLaren-Mercedes           | 1:28.755           | 1:28.343           | 1:28.089           | 5    |
| 6                                  | 4   | Lando Norris     | McLaren-Mercedes           | 1:28.805           | 1:28.479           | 1:28.132           | 6    |
| 7                                  | 63  | George Russell   | Mercedes                   | 1:28.749           | 1:28.448           | 1:28.316           | 7    |
| 8                                  | 44  | Lewis Hamilton   | Mercedes                   | 1:28.994           | 1:28.606           | 1:28.460           | 8    |
| 9                                  | 22  | Yuki Tsunoda     | RB-Honda RBPT              | 1:28.988           | 1:28.564           | 1:28.547           | 9    |
| 10                                 | 18  | Lance Stroll     | Aston Martin-Mercedes      | 1:28.250           | 1:28.578           | 1:28.572           | 10   |
| 11                                 | 38  | Oliver Bearman   | Ferrari                    | 1:28.984           | 1:28.642           |                    | 11   |
| 12                                 | 23  | Alexander Albon  | Williams-Mercedes          | 1:29.107           | 1:28.980           |                    | 12   |
| 13                                 | 20  | Kevin Magnussen  | Haas-Ferrari               | 1:29.069           | 1:29.020           |                    | 13   |
| 14                                 | 3   | Daniel Ricciardo | RB-Honda RBPT              | 1:29.065           | 1:29.025           |                    | 14   |
| 15                                 | 27  | Nico Hülkenberg  | Haas-Ferrari               | 1:29.055           | Geen tijd          |                    | 15   |
| 16                                 | 77  | Valtteri Bottas  | Kick Sauber-Ferrari        | 1:29.179           |                    |                    | 16   |
| 17                                 | 31  | Esteban Ocon     | Alpine-Renault             | 1:29.475           |                    |                    | 17   |
| 18                                 | 10  | Pierre Gasly     | Alpine-Renault             | 1:29.479           |                    |                    | 18   |
| 19                                 | 2   | Logan Sargeant   | Williams-Mercedes          | 1:29.526           |                    |                    | 19   |
| Q1 107% tijd: 1:34.342 (Bron: FIA) |     |                  |                            |                    |                    |                    |      |
| DNQ                                | 24  | Zhou Guanyu      | Kick Sauber-Ferrari        | Geen tijd *1       |                    |                    | 20   |

*1 Zhou Guanyu zette geen tijd neer maar mocht van de stewards wel aan de wedstrijd deelnemen.

## Wedstrijd
Max Verstappen behaalde de zesenvijftigste Grand Prix-overwinning in zijn carrière. Hij behaalde tevens zijn honderdste podiumplaats.
| Pos.               | Nr. | Coureur          | Constructeur               | Rondes | Tijd / Oorzaak Uitval | Grid | Punten |
| ------------------ | --- | ---------------- | -------------------------- | ------ | --------------------- | ---- | ------ |
| 1                  | 1   | Max Verstappen   | Red Bull Racing-Honda RBPT | 50     | 1:20:43.273           | 1    | 25     |
| 2                  | 11  | Sergio Pérez     | Red Bull Racing-Honda RBPT | 50     | +13.643 *1            | 3    | 18     |
| 3                  | 16  | Charles Leclerc  | Ferrari                    | 50     | +18.639               | 2    | 16S    |
| 4                  | 81  | Oscar Piastri    | McLaren-Mercedes           | 50     | +32.007               | 5    | 12     |
| 5                  | 14  | Fernando Alonso  | Aston Martin-Mercedes      | 50     | +35.759               | 4    | 10     |
| 6                  | 63  | George Russell   | Mercedes                   | 50     | +39.936               | 7    | 8      |
| 7                  | 38  | Oliver Bearman   | Ferrari                    | 50     | +42.679               | 11   | 6      |
| 8                  | 4   | Lando Norris     | McLaren-Mercedes           | 50     | +45.708               | 6    | 4      |
| 9                  | 44  | Lewis Hamilton   | Mercedes                   | 50     | +47.391               | 8    | 2      |
| 10                 | 27  | Nico Hülkenberg  | Haas-Ferrari               | 50     | +1:16.996             | 15   | 1      |
| 11                 | 23  | Alexander Albon  | Williams-Mercedes          | 50     | +1:28.354             | 12   |        |
| 12                 | 20  | Kevin Magnussen  | Haas-Ferrari               | 50     | +1:45.737 *2          | 13   |        |
| 13                 | 31  | Esteban Ocon     | Alpine-Renault             | 49     | +1 ronde              | 17   |        |
| 14                 | 2   | Logan Sargeant   | Williams-Mercedes          | 49     | +1 ronde              | 19   |        |
| 15                 | 22  | Yuki Tsunoda     | RB-Honda RBPT              | 49     | +1 ronde *3           | 9    |        |
| 16                 | 3   | Daniel Ricciardo | RB-Honda RBPT              | 49     | +1 ronde              | 14   |        |
| 17                 | 77  | Valtteri Bottas  | Kick Sauber-Ferrari        | 49     | +1 ronde              | 16   |        |
| 18                 | 24  | Zhou Guanyu      | Kick Sauber-Ferrari        | 49     | +1 ronde              | 20   |        |
| DNF                | 18  | Lance Stroll     | Aston Martin-Mercedes      | 5      | Ongeluk               | 10   |        |
| DNF                | 10  | Pierre Gasly     | Alpine-Renault             | 1      | Versnellingsbak       | 18   |        |
| Bron: formula1.com |     |                  |                            |        |                       |      |        |

S Charles Leclerc reed voor de achtste keer in zijn carrière een snelste ronde en behaalde hiermee een extra punt.

*1 Sergio Pérez kreeg een tijdstraf van vijf seconden en één strafpunt op zijn licentie omdat zijn wagen onveilig werd weggestuurd in de pitstraat, dit had geen gevolgen voor de positie in de einduitslag.

*2 Kevin Magnussen eindigde de wedstrijd als elfde maar kreeg een tijdstraf van tien seconden en drie strafpunten op zijn licentie voor het veroorzaken van een botsing met Alexander Albon. Hij kreeg nog een straf van tien seconden voor voordeel behalen door buiten de baan te rijden.

*3 Yuki Tsunoda eindigde de wedstrijd als veertiende maar kreeg een tijdstraf van vijf seconden omdat zijn wagen onveilig werd weggestuurd in de pitstraat.

## Tussenstanden wereldkampioenschap
Betreft tussenstanden voor het wereldkampioenschap na afloop van de race.

### Coureurs
| Pos. | Nr. | Coureur          | Constructeur               | Punten |
| ---- | --- | ---------------- | -------------------------- | ------ |
| 1    | 1   | Max Verstappen   | Red Bull Racing-Honda RBPT | 51     |
| 2    | 11  | Sergio Pérez     | Red Bull Racing-Honda RBPT | 36     |
| 3    | 16  | Charles Leclerc  | Ferrari                    | 28     |
| 4    | 63  | George Russell   | Mercedes                   | 18     |
| 5    | 81  | Oscar Piastri    | McLaren-Mercedes           | 16     |
| 6    | 55  | Carlos Sainz jr. | Ferrari                    | 15     |
| 7    | 14  | Fernando Alonso  | Aston Martin-Mercedes      | 12     |
| 8    | 4   | Lando Norris     | McLaren-Mercedes           | 12     |
| 9    | 44  | Lewis Hamilton   | Mercedes                   | 8      |
| 10   | 38  | Oliver Bearman   | Ferrari                    | 6      |
| 11   | 27  | Nico Hülkenberg  | Haas-Ferrari               | 1      |
| 12   | 18  | Lance Stroll     | Aston Martin-Mercedes      | 1      |
| 13   | 23  | Alexander Albon  | Williams-Mercedes          | 0      |
| 14   | 24  | Zhou Guanyu      | Kick Sauber-Ferrari        | 0      |
| 15   | 20  | Kevin Magnussen  | Haas-Ferrari               | 0      |
| 16   | 3   | Daniel Ricciardo | RB-Honda RBPT              | 0      |
| 17   | 31  | Esteban Ocon     | Alpine-Renault             | 0      |
| 18   | 22  | Yuki Tsunoda     | RB-Honda RBPT              | 0      |
| 19   | 2   | Logan Sargeant   | Williams-Mercedes          | 0      |
| 20   | 77  | Valtteri Bottas  | Kick Sauber-Ferrari        | 0      |
| 21   | 10  | Pierre Gasly     | Alpine-Renault             | 0      |

### Constructeurs
| Pos. | Constructeur               | Punten |
| ---- | -------------------------- | ------ |
| 1    | Red Bull Racing-Honda RBPT | 87     |
| 2    | Ferrari                    | 49     |
| 3    | McLaren-Mercedes           | 28     |
| 4    | Mercedes                   | 26     |
| 5    | Aston Martin-Mercedes      | 13     |
| 6    | Haas-Ferrari               | 1      |
| 7    | Williams-Mercedes          | 0      |
| 8    | Kick Sauber-Ferrari        | 0      |
| 9    | RB-Honda RBPT              | 0      |
| 10   | Alpine-Renault             | 0      |